# Hemistigma albipuncta
Hemistigma albipuncta is een libellensoort uit de familie van de korenbouten (Libellulidae), onderorde echte libellen (Anisoptera).
De wetenschappelijke naam Hemistigma albipuncta is voor het eerst geldig gepubliceerd in 1842 door Rambur.